# Triplex Confinium
Triplex Confinium (în latină graniță triplă) este locul de întâlnire a granițelor dintre trei state, România, Ungaria și Serbia. Acest punct, cel mai vestic al României, aflat în dreptul localității Beba Veche din județul Timiș, a fost marcat în anul 1920 cu o piatră de hotar monumentală, cu trei fațete pe care au fost încrustate stemele celor trei state vecine. 
Anual, în ultima sâmbătă și duminică ale lunii mai, se adună în locul respectiv localnici din cele trei state la o serbare câmpenească de bună vecinătate.